# Агармышский карстовый район
Агармышский карстовый район (I-А-16; укр. Агармишський карстовий район) — часть Горно-Крымской карстовой области (I-А), включает в себя массив Агармыш и его окрестности.

## Описание
Агармышский карстовый район пространственно совпадает с одноимённым карстовым массивом верхнеюрских известняков. В связи с этим его границы достаточно четко прослеживаются в рельефе, не требующих более детальном описании. В пределах района расположен ряд карстовых полостей глубиной до 40 м. Встречаются карстовые воронки, рвы, карри.

## Пещеры Агармышского карстового района
По данным на 2013 год в составе кадастра Агармышского карстового района составлявшегося Украинской спелеологической Ассоциацией и лабораторией карстоведения и спелеологии ТНУ там находится 18 пещер:
| Название 1           | Название 2        | Кадастровой № | Административная единица | Карстовой район    | Протяженность (м) | Глубина (м) | Дата обновления |
| -------------------- | ----------------- | ------------- | ------------------------ | ------------------ | ----------------- | ----------- | --------------- |
| Ломоносовская        |                   | 952-3         | Республика Крым          | I-а-16 Агармышский | 286.0             | 121.0       | 2011-02-04      |
| Лисий хвост          |                   | 953-1         | Республика Крым          | I-А-16 Агармышский | 80.0              | 13.4        | 2012-03-19      |
| Бездонная            | Бездонный колодец | 953-2         | Республика Крым          | I-А-16 Агармышский | 80.0              | 47.7        | 2012-03-19      |
| Смешная              |                   | 952-5         | Республика Крым          | I-А-16 Агармышский | 43.0              | 8.7         | 2012-03-19      |
| Разбойничья          |                   | 952-1         | Республика Крым          | I-А-16 Агармышский | 22.0              | 7.8         | 2012-03-19      |
| Погреб               |                   | 895-1         | Республика Крым          | I-А-16 Агармышский | 20.0              | 0.0         | 2013-01-21      |
| Cueva Obstinado      |                   | 952-12        | Республика Крым          | I-А-16 Агармышский | 19.3              | 6.5         | 2013-01-29      |
| Труба                |                   | 952-6         | Республика Крым          | I-А-16 Агармышский | 19.0              | 11.0        | 2012-06-18      |
| Медвежье ухо         |                   | 953-3         | Республика Крым          | I-А-16 Агармышский | 17.0              | 5.3         | 2012-03-19      |
| Борю-Тешик           |                   | 952-4         | Республика Крым          | I-А-16 Агармышский | 16.0              | 1.0         | 2012-03-19      |
| Безымянная           |                   | 952-2         | Республика Крым          | I-А-16 Агармышский | 15.0              | 3.5         | 2012-03-19      |
| ПИст2                |                   | 952-10        | Республика Крым          | I-А-16 Агармышский | 14.6              | 1.9         | 2013-01-29      |
| П07                  |                   | 952-7         | Республика Крым          | I-А-16 Агармышский | 14.0              | 2.0         | 2012-04-26      |
| Грозовая             | П07               | 952-8         | Республика Крым          | I-А-16 Агармышский | 14.0              | 0.0         | 2013-01-28      |
| Каменный мешок       |                   | 953-5         | Республика Крым          | I-А-16 Агармышский | 14.0              | 7.2         | 2013-01-28      |
| Без названия         |                   | 953-4         | Республика Крым          | I-А-16 Агармышский | 9.0               | 0.0         | 2013-01-28      |
| Поноры св. Екатерины | Св. Екатерины     | 952-9         | Республика Крым          | I-А-16 Агармышский | 7.1               | 2.0         | 2013-01-28      |
| П11                  |                   | 952-11        | Республика Крым          | I-А-16 Агармышский | 5.0               | 0.8         | 2013-01-29      |

В кадастр не вошло ещё семь пещер:
- Пещера «глубокая» — самая большая.
- Пещера «Драконова нора».
- Пещера «Заячья нора» длина 5 метров, глубина 1 метр.
- Пещера «Комарина» длина 10 метров.
- Пещера «Маска» длина от входа около 10 метров, глубина — 2 метра.
- Пещера «Паучья».
- Пещера «стонущая» глубина 42 метра.

На Большом Агармише известен ряд карстовых воронок, которые заканчиваются панорами. Отдельные воронки имеют диаметр в несколько десятков метров. На левом склоне Волчьего яра известна довольно большая ниша, в которой могут укрыться от непогоды до 15 человек.